# Studiosi Cantandi Berlin

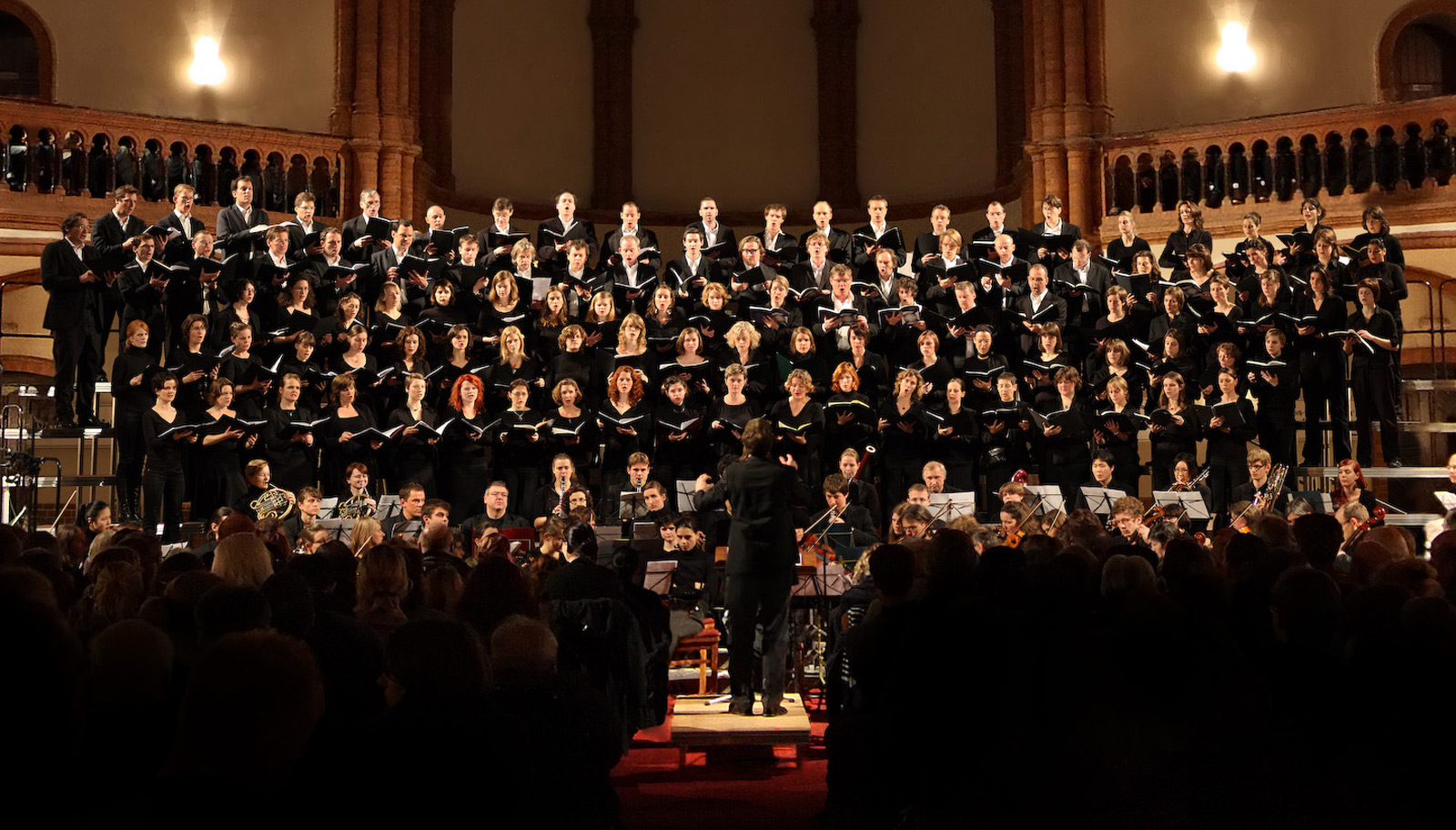
studiosi cantandi Berlin 2008 beim Brahms Requiem

studiosi cantandi Berlin ist einer der größten Laienchöre Berlins. Seit 2014 spielt das Orchester junge Philharmonie Kreuzberg regelmäßig an der Seite des Chores. Der Chor singt in Berliner Kirchen und Konzerthäusern und tritt darüber hinaus bei Konzerten im In- und Ausland auf.

## Der Chor
Seit der Gründung 1991 hat sich studiosi cantandi Berlin zu einer festen Größe in der Berliner Chorlandschaft entwickelt. Heute zählt der Chor mit seinen ca. 140 Mitgliedern zu den großen sinfonischen Laienchören der Stadt und hat zwei bis drei große Konzertauftritte pro Jahr. Das Repertoire umfasst ein breites musikalisches Spektrum zwischen sakraler und weltlicher Musik.

## Das Orchester
Die Junge Philharmonie Kreuzberg ist aus einem Projektorchester hervorgegangen, das bereits seit vielen Jahren an der Seite des Chores studiosi cantandi Berlin den Orchesterpart in Oratorien, Messen und anderen großen Chorwerken übernimmt. Mit den Jahren wuchs unter den Orchestermitgliedern der Wunsch, das Repertoire zu erweitern und eigenständige Orchesterliteratur zu spielen. Aus dieser Idee entstand im Februar 2014 die Junge Philharmonie Kreuzberg. Ihr erstes reines Orchesterprogramm, das in der Emmauskirche in Kreuzberg aufgeführt wurde, widmete sie dem englischen Komponisten Edward Elgar anlässlich seines 80. Todestags. Seither tritt sie mit etwa vier bis sechs verschiedenen Programmen pro Jahr – mit und ohne Chor – in verschiedensten Konzerträumen in Berlin auf.
Das Orchester versteht sich dabei einerseits nach wie vor als „Projektorchester“, das nicht regelmäßig wöchentlich probt, sondern im Vorfeld der Konzerte zu Probenphasen zusammenkommt. Es legt andererseits Wert darauf, einen festen Kern bzw. einen Pool von guten Musikern zu haben, die gerne gemeinsam musikalische Werke erarbeiten und einen homogenen Orchesterklang prägen wollen.

## Musikalische Leitung

### Norbert Ochmann
Norbert Ochmann ist seit 1995 Chorleiter und auch außerhalb der Probenzeiten aktives Mitglied von studiosi cantandi Berlin. 1989 begann seine musikalische Studienzeit in Berlin, die er als diplomierter Tonmeister, Dirigent und Chorleiter abschloss. Inzwischen ist er Leiter diverser Chöre in und um Berlin, hat das Berliner Bach Consortium gegründet und das Kinderopernprojekt Opera Bambini ins Leben gerufen. Mit studiosi cantandi hat Norbert Ochmann große Werke wie das Deutsche Requiem von (Brahms), Die Schöpfung (Joseph Haydn), die Matthäuspassion (Johann Sebastian Bach), das War Requiem (Benjamin Britten), The Armed Man – A Mass for Peace (Karl Jenkins), das Weihnachtsoratorium (Bach) und Elias (Felix Mendelssohn Bartholdy) einstudiert und aufgeführt.

### Sergi Gili Solé
Sergi Gili Solé wurde 1983 in Riudoms (Spanien) geboren. Bereits als Jugendlicher sang er im Chor und erhielt Unterricht in Querflöte, Klavier und Gesang. Er studierte Querflöte an der Katalanischen Musikakademie (Escuela Superior de Música de Cataluña) in Barcelona und am Pariser Konservatorium (CNSM) Paris. Er war Mitglied in verschiedenen Jugendorchestern und arbeitet heute als Flötist in mehreren Orchestern und Ensembles. 2010 begann Sergi ein Studium der Orchester- und Chorleitung an der ESMUC bei Lutz Köhler und besuchte diverse Meisterkurse in Chor- und Orchesterleitung; 2013–2014 wechselte er an die Universität der Künste Berlin, wo er Chorleitung bei Kai-Uwe Jirka und Frank Markowitsch, Orchesterleitung bei Harry Lyth und Korrepetition bei Patrick Walliser studierte. Gegenwärtig arbeitet er mit verschiedenen Berliner Chören als Korrepetitor, Assistent und Dirigent.